# Бернетт, Ховард
Ховард Макнил Бернетт (англ. Howard McNeal Burnett; род. 8 марта 1961) — ямайский легкоатлет, который специализировался в беге на 400 метров. Основные спортивные победы получил в мужских эстафетных соревнованиях в беге 4×400 метров.

## Биография
Участник летних Олимпийских игр 1988 года в Сеуле (Южная Корея). Завоевал серебряную медаль в эстафете 4×400 метров.
В 1990 году стал чемпионом Игр Центральной Америки и Карибского бассейна, серебряным призером на Играх доброй воли в Сиэтле (США) и бронзовым призером Игр Содружества в Окленде (Новая Зеландия).
В 1991 году стал бронзовым призером Панамериканских игр в Гаване (Куба).